# Henri Matisse
Henri Matisse, Henri Émile Benoît Palen, född 31 december 1869 i Le Cateau-Cambrésis i Nord, död 3 november 1954 i Nice i Provence-Alpes-Côte d'Azur, var en fransk konstnär som tillsammans med André Derain bröt mark för 1900-talets första konstriktning, den så kallade fauvismen.

## Biografi
Henri Matisse är en av de främsta bland de tidiga modernisterna och han arbetade med varierande uttrycksmedel och material som bildkonstnär, grafik, teckning, skulptur, men var i huvudsak målare. Matisse föddes i Le Cateau-Cambrésis men växte upp i Bohain-en-Vermandois i Hauts-de-France. Han flyttade 1887 till Paris för att studera juridik. Under en tids sjukdom började han måla och 1891 inledde han studier i måleri på Académie Julian i Paris, där han bland annat studerade för symbolister som Odilon Redon och Gustave Moreau.
I början var Matisse mycket influerad och inspirerad av impressionistiska verk av Édouard Manet, Paul Signac och Paul Cézanne, men skulle snart bli en ledargestalt för en grupp målare som kallas fauvister. 1902 deltog han i en samlingsutställning på Galerie B. Weill. 1904 hade han sin första separatutställning hos Ambroise Vollard. När han flyttade söderut till franska rivieran, träffade han André Derain. Hans måleri utvecklades och verken mellan 1906 och 1917 räknas till hans förnämsta. Efter att han bosatt sig permanent i Nice 1921 blev hans konst mer dekorativ och lite mindre intensiv. 
Den svenske konstnären och författaren Carl Palme tog 1908 initiativet till bildandet av Académie Matisse i Paris, där bland andra 40 svenska elever fick sin utbildning under Matisses ledning. Sigrid Hjertén, Isaac Grünewald, Edward Hald och Einar Jolin ingick i elevskaran.
1937 beslagtog Propagandaministeriet i Nazityskland det som fanns av honom på tyska museer, därför att hans konst definierades som entartete Kunst och sådant skulle inte finnas i riket. Det var 3 grafiska blad, 5 målningar, 1 skulptur och 4 teckningar. Verken spreds därefter till privatpersoner och institutioner utomlands via konsthandlare och auktioner.
1941 fick han besked om att han hade cancer, men trots att han blev rullstolsburen hindrade inte detta honom från att arbeta med sin konst. Han var dock märkt av sjukdomen och det var vid denna tidpunkt han började arbeta med gouaches découpées, klippta gouacher, vilket även det blivit ett signum för Matisse, tack vare hans känsla för färg och form. Boken Jazz (1947) är ett bokkonstverk som består av 20 illustrationer av detta slag utöver texter av Matisse. Illustrationerna är ursprungligen just "pappersklipp" eller en form av färggrann silhuettkonst. 
Åren 1949–1951 upptogs Matisse av utsmyckandet av Chapelle du Rosaire de Vence.
Moderna Museet i Stockholm innehar några verk av Matisse, bland annat oljemålningarna Marockanskt landskap (Akantus) (1912) och Två odalisker varav en är naken, ornamental bakgrund och dambräde (1928). Han är också representerad vid Göteborgs konstmuseum, Skissernas museum i Lund och Nationalmuseum i Stockholm. På Statens Museum for Kunst i Köpenhamn finns en av världens främsta samlingar av Matisse, däribland Den gröna randen (1905), Le Luxe II (1907–1908), Naken kvinna med vit scarf (1909) och Interiör med violin (1918). 

## Bildgalleri
Se även alfabetisk lista över urval målningar av Matisse

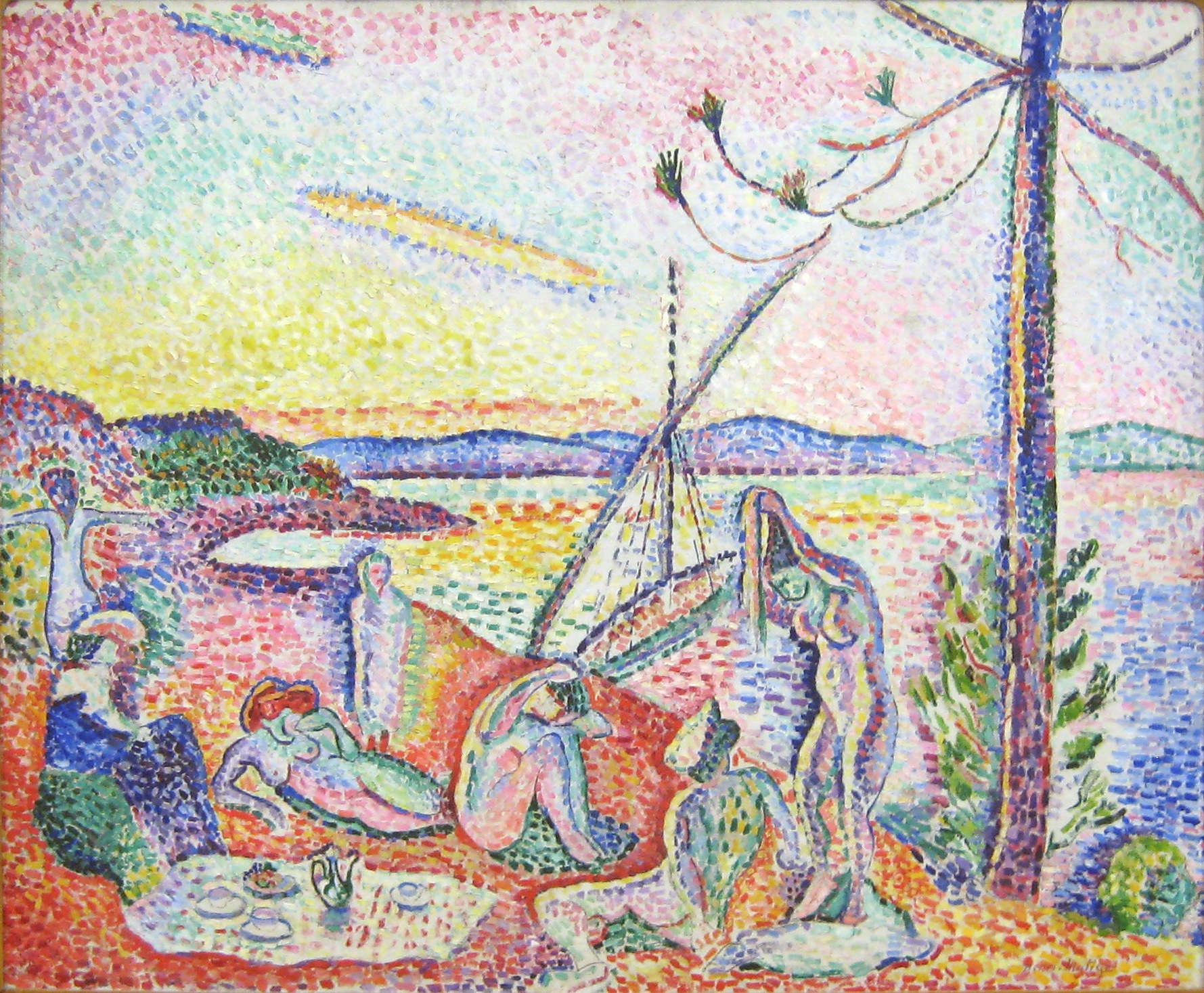
Luxe, calme et volupté (1904).
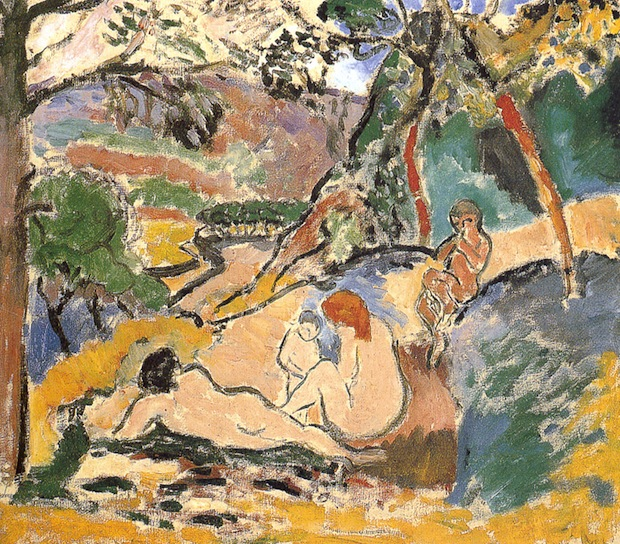
Pastoral (1905).
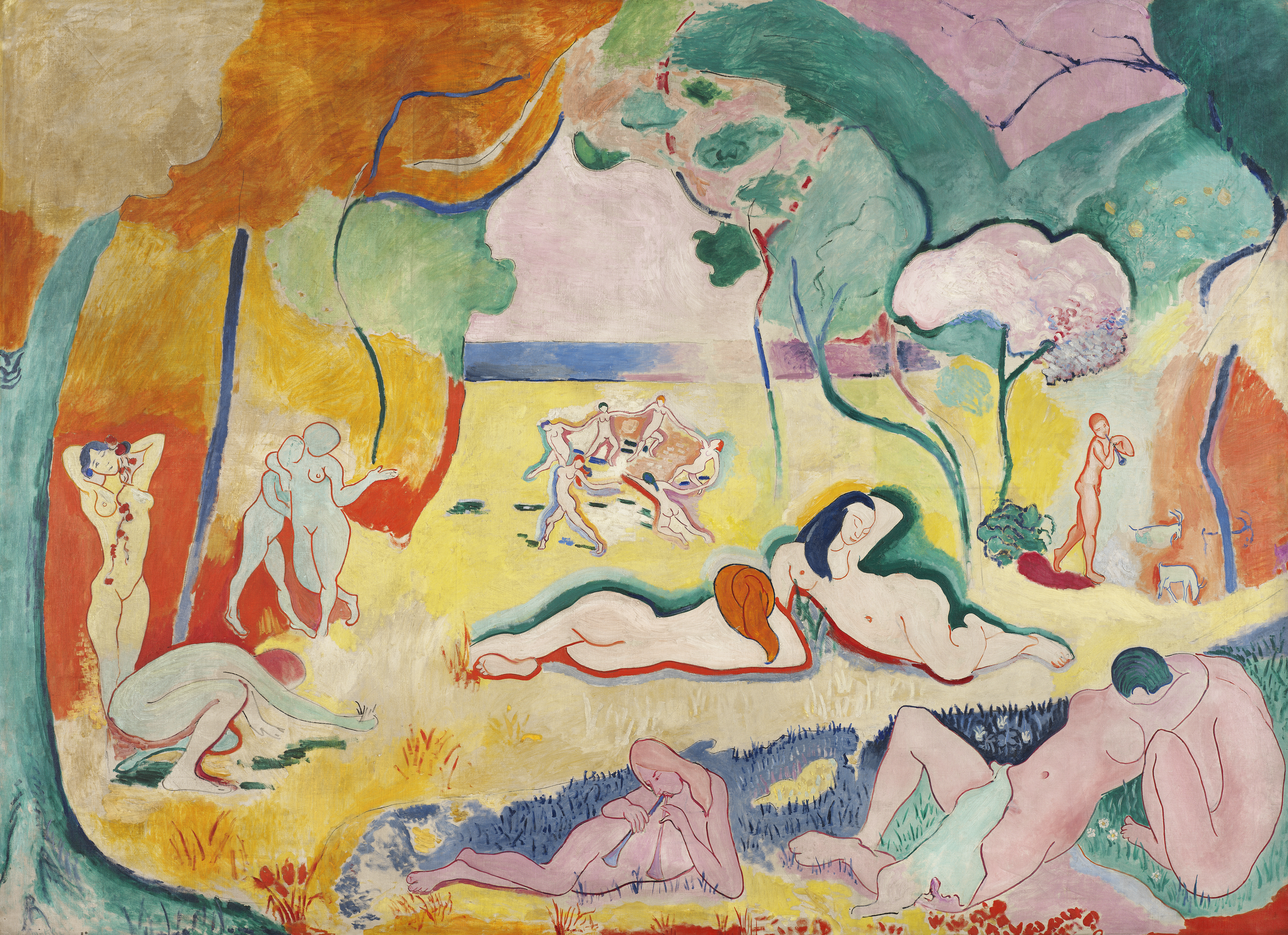
Livsglädjen (1905-1906).
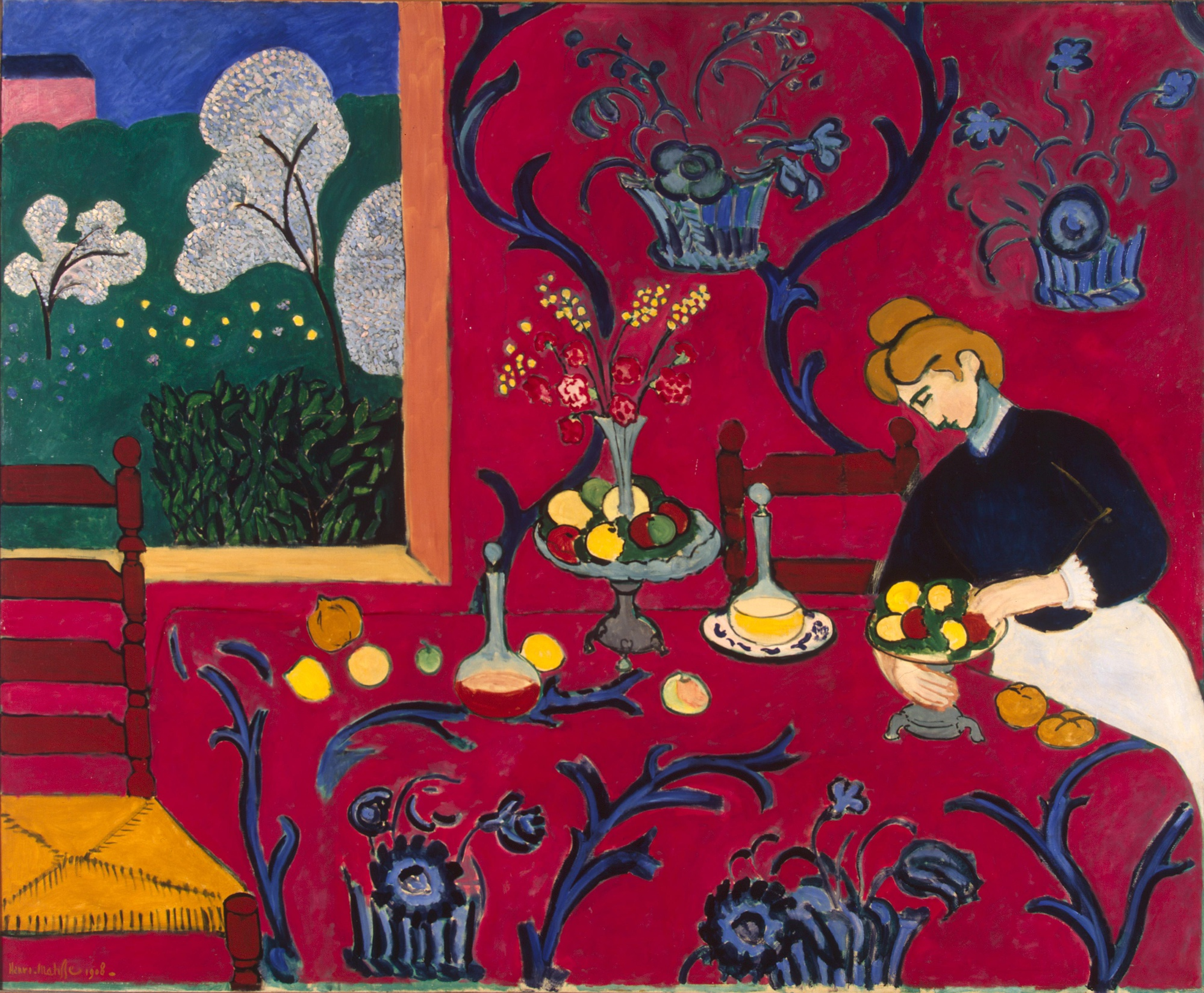
Harmoni i rött (1908).

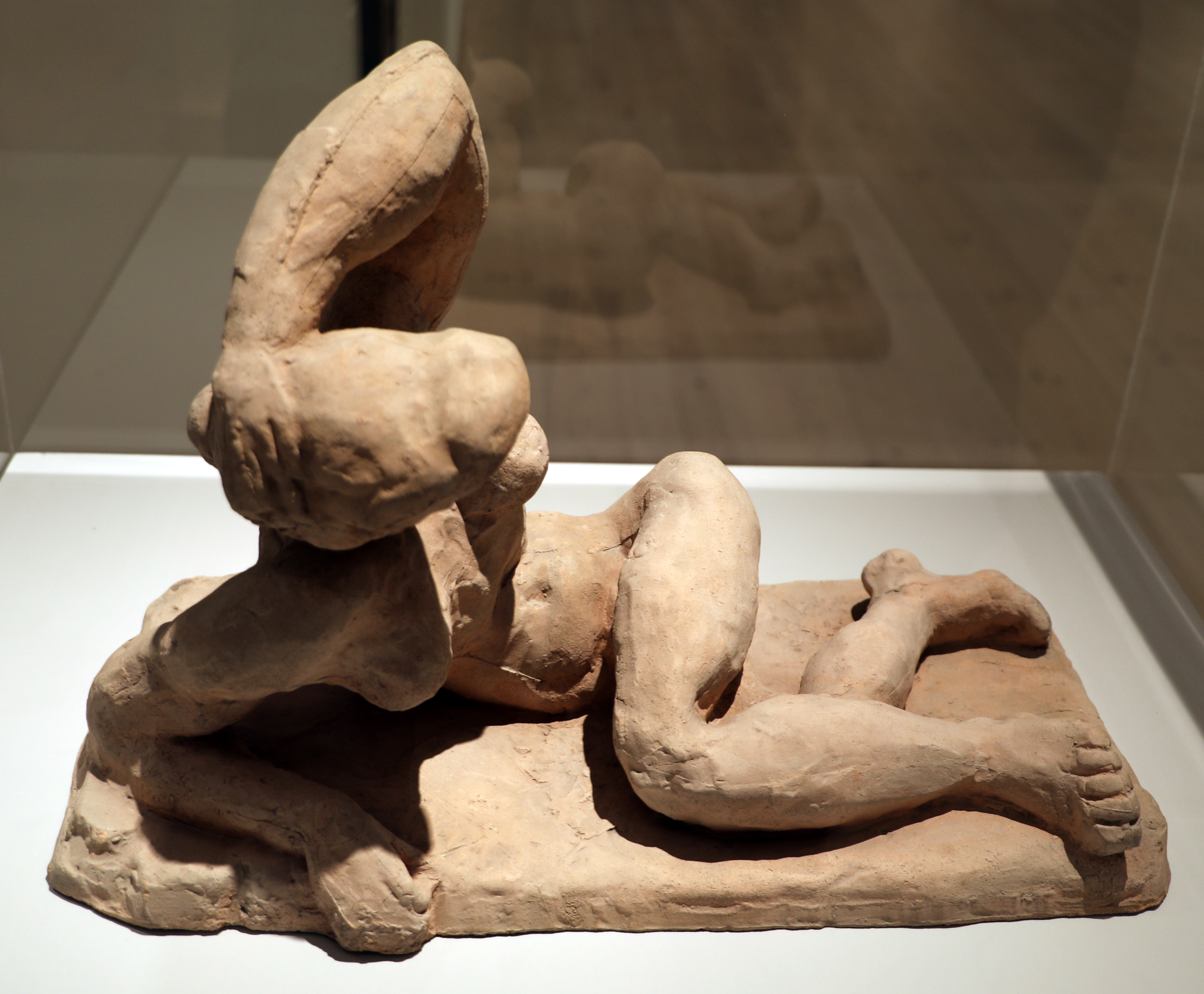
Allongé nu I (aube) / Liggande akt (gryning) (1907), terrakotta, 34 x 47 cm. Beslagtagen i augusti 1937 på Museum Folkwang i Essen. Såld på auktion i Luzern sommaren 1939. Köpt av en herre bosatt i Malmö. Skulpturen finns idag på Statens Museum for Kunst i Köpenhamn.
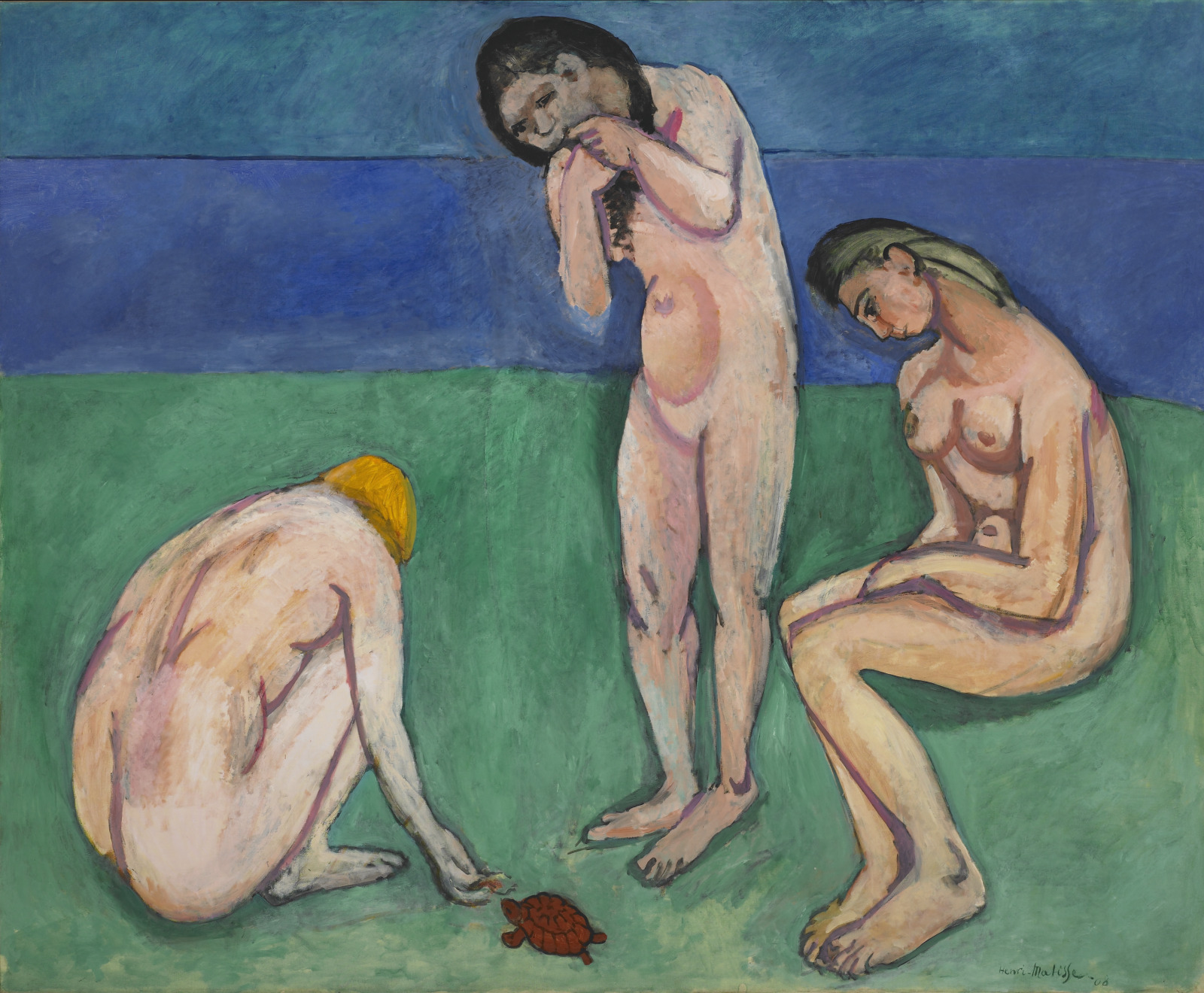
Badgäster med en sköldpadda (1907–1908), olja på duk, 179x 220,3 cm. Beslagtagen samtidigt med föregående på samma plats och såld på samma auktion. Köpt av en man från Saint Louis. Skänkt till Saint Louis Art Museum 1964.
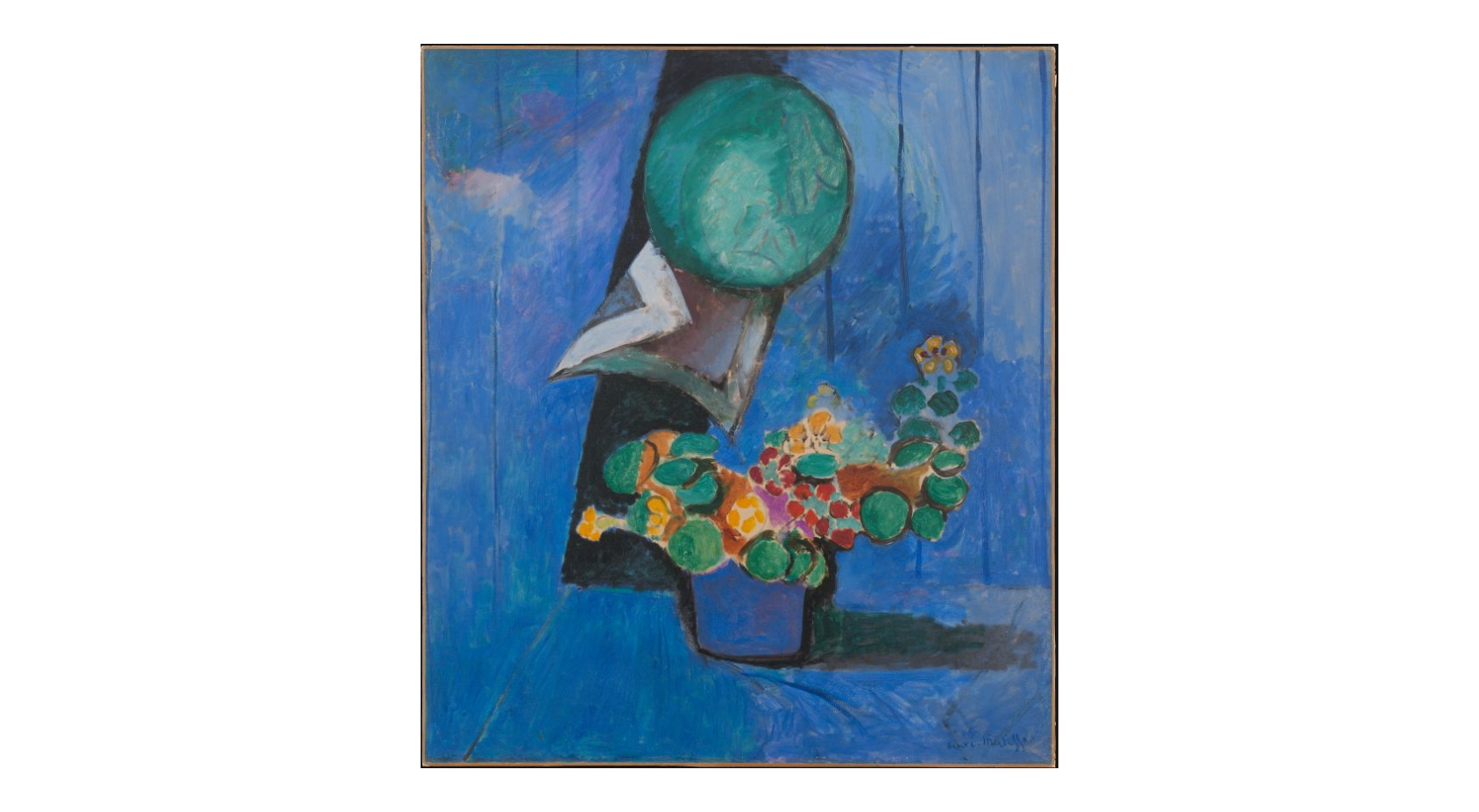
Fleurs et céramique (1911), olja på duk, 93,5 x 82,5 cm. Beslagtagen i augusti 1937 på Städelsches Kunstinstitut i Frankfurt am Main. Såld i Luzern 1939 till en privatperson i New York. 1962 förvärvades målningen tillbaka av det tyska ursprungsmuseet.

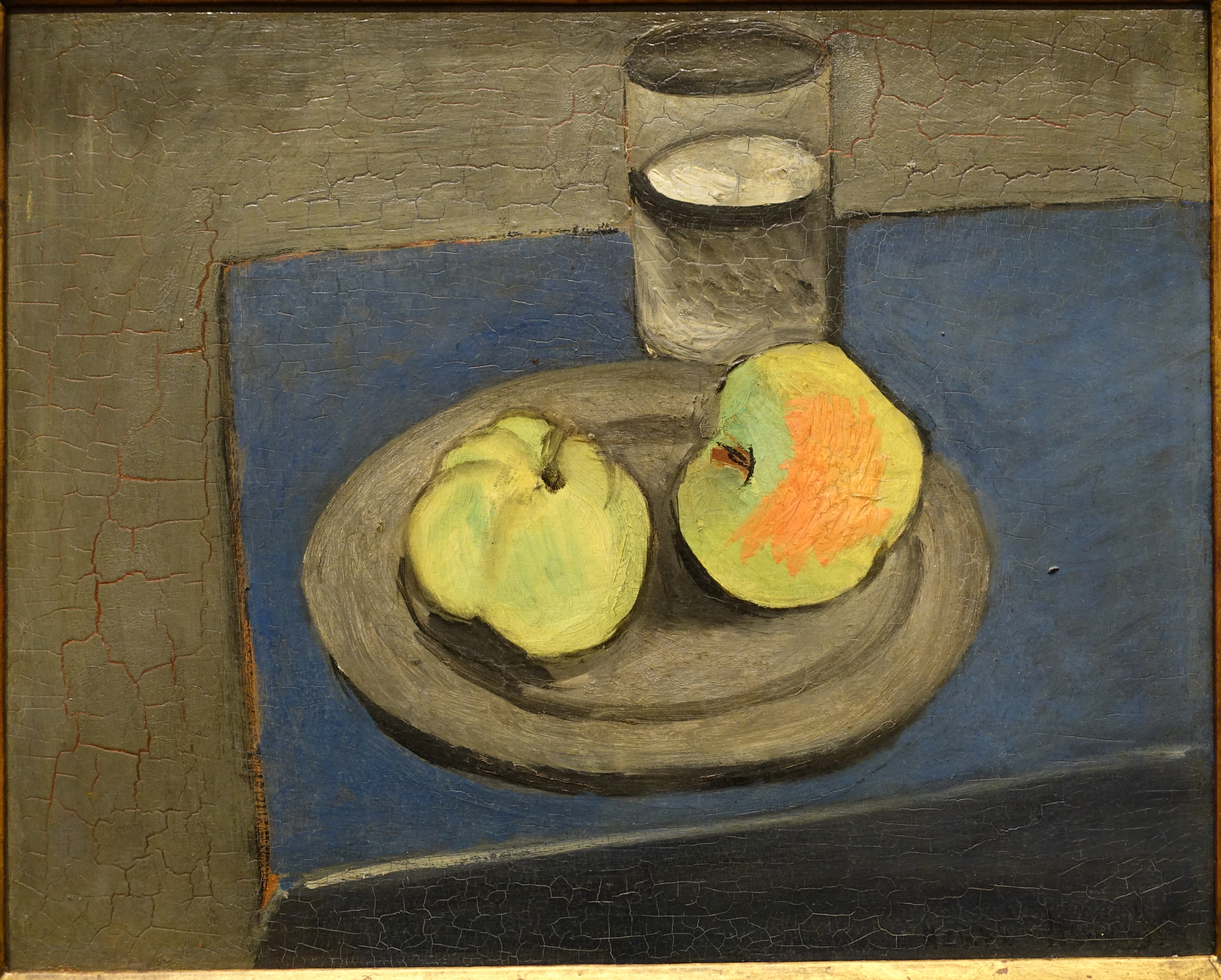
Stilleben med äpplen (1916)
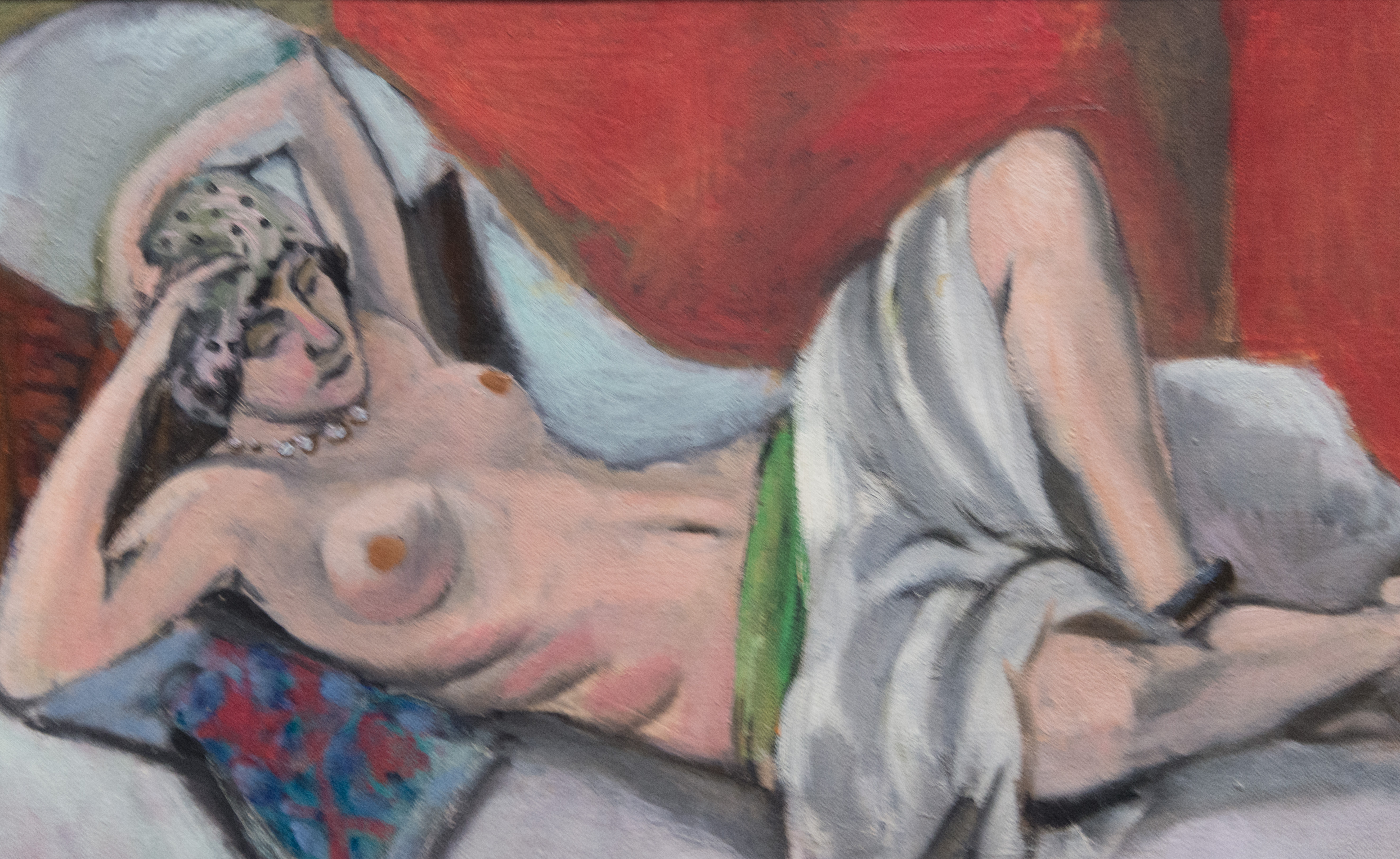
Nu drapé étendu (1923 -1924)
Papiers découpés (1952), exempel av verk ur hans sista verksamhetsperiod.
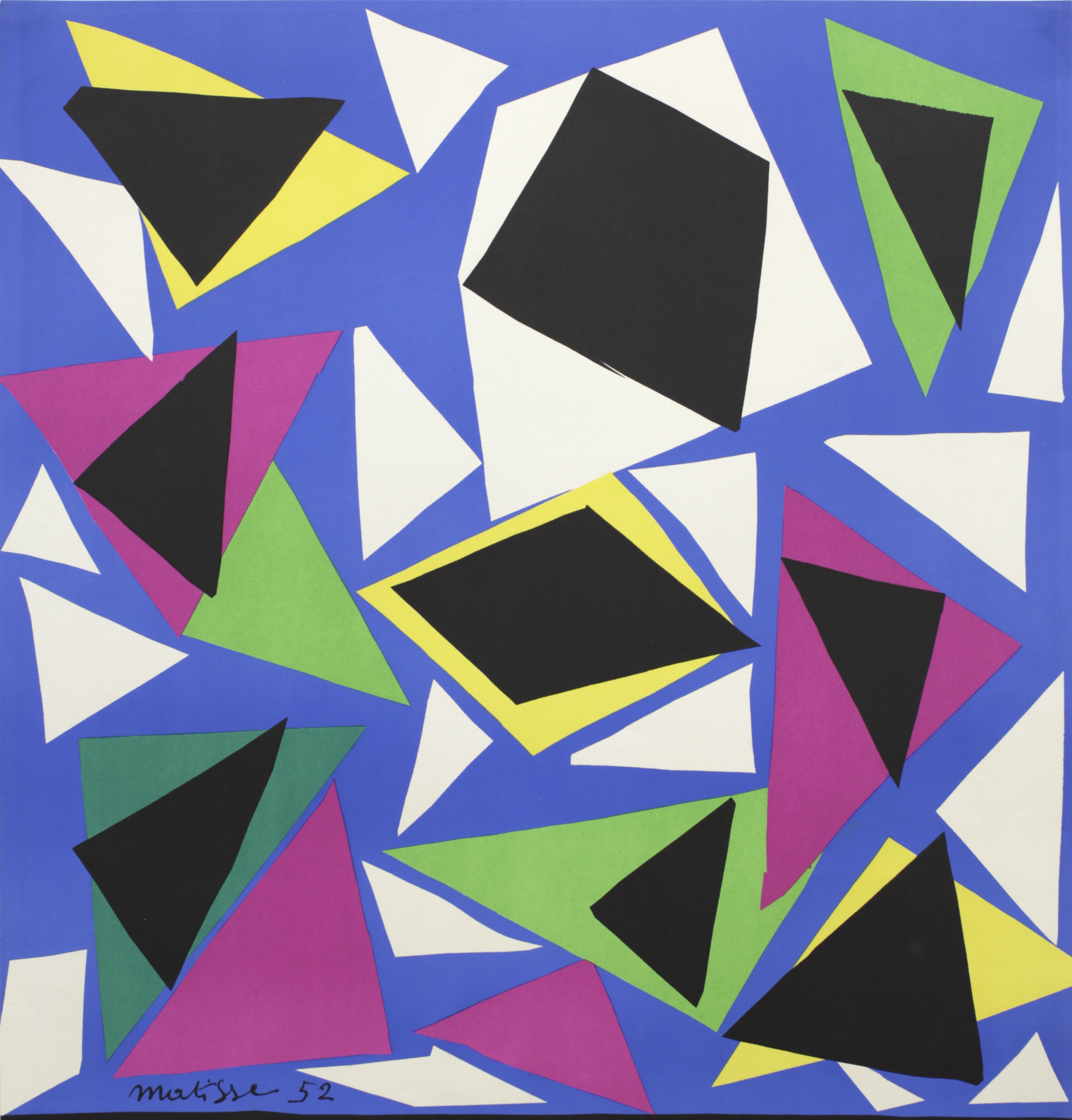
Utan titel (1952)

## Eftermäle
Nedslagskratern Matisse på planeten Merkurius och asteroiden 8240 Matisse är uppkallade efter honom.